# Moïse d'Évreux
Moïse d’Évreux est un tossaphiste français et l’auteur d’un siddour, qui a fait florès dans la Normandie de la première moitié du XIIIe siècle, à Évreux.
Gross identifie Moïse d’Évreux comme « Moses ben Shneor », le maitre de l’auteur du Sefer ha-Gan, un commentaire sur le Pentateuque. D’autres ont généralement supposé qu’il était le fils de Yom-Ṭov, dont il est question dans la réponse no 82 d’Elijah Mizrachi.
On lui doit les tossafot d’Évreux, très utilisées par les tossaphistes. Il est cité dans les tossafot sur les berakhot, et son nom est souvent mentionné. Ses tossafot sont également appelées Shiṭṭah d’Évreux.
Moïse a rédigé ses tossafot en marge d’un exemplaire d’Isaac ben Jacob Alfassi, dont il invoquait l’autorité.
Frère ainé de Samuel d'Évreux, Moïse fut également son maitre.